# Cataloipus cognatus
Cataloipus cognatus är en insektsart som först beskrevs av Walker, F. 1870.  Cataloipus cognatus ingår i släktet Cataloipus och familjen gräshoppor. Inga underarter finns listade i Catalogue of Life.